# Gle Masaallah
Gle Masaallah är en kulle i Indonesien.   Den ligger i provinsen Aceh, i den västra delen av landet, 1 800 km nordväst om huvudstaden Jakarta. Toppen på Gle Masaallah är 129 meter över havet.
Terrängen runt Gle Masaallah är platt österut, men västerut är den kuperad. Terrängen runt Gle Masaallah sluttar österut.Runt Gle Masaallah är det tätbefolkat, med 297 invånare per kvadratkilometer. Närmaste större samhälle är Sigli, 13,3 km öster om Gle Masaallah. Trakten runt Gle Masaallah består till största delen av jordbruksmark.